# Синяя ласточка (фильм)
Синяя ласточка (кор. 청연 чхонъён; англ. Blue Swallow) — фильм 2005 года, повествующий о жизни Пак Кёнвон, одной из первых пилотов-кореянок. В фильме имеются спорные моменты, например, Пак не была самой первой женщиной-пилотом корейского происхождения: раньше неё летала Квон Киок из ВВС Китая.
Фильм весьма точно показывает японскую метрополию тех лет. Японцы зовут героиню, используя японифицированное чтение иероглифов её имени  (яп. 朴敬元 Боку Кэйгэн).

## Сюжет
В детстве Пак Кёнвон не могла ходить в школу, так как это запрещали ей родители, готовившие ей судьбу крестьянки. Однако Пак в 11 лет видит самолёт, который покоряет её навсегда.
Она устраивается на работу шофёром, чтобы зарабатывать на учёбу в лётной академии «Татикава». Однажды она подвозит некого «господина Исиду», который оказывается этническим корейцем, уехавшим в Японию. Поступив в академию, Пак находит друзей — весельчака Кан Сеги и восхищающуюся самой Пак студентку И Чонхи. Кан Сеги влюблён в И Чонхи, но та не отвечает ему взаимностью, считая несерьёзным.
Успехи Пак не остаются без внимания начальства, ей выдвигают для участия во всеяпонском лётном соревновании, однако на её место ставят японку Кибэ Масако, племянницу начальника. Пак разочарована и готова уйти из школы, однако на тренировочном полёте Кан разбивается, и на его место ставят Пак Кёнвон. Она побеждает в чемпионате с большим отрывом. «Господин Исида», а точнее Хан Чихёк, становятся парой с Пак Кёнвон.
Пак воодушевлена и собирается совершить полёт в Корею, но для этого требуются деньги. Фонд помощи корейцам не захотел связываться с «предательницей», и деньги достаёт Масако. Знакомый Хан Чихёка, репортёр, пишет серию статей о Пак Кёнвон. Готовясь к интервью, он расспрашивает Хана о Пак, заодно узнавая о текущем положении дел на аэродроме.
Хан Чихёк делает Пак предложение, но она отказывается, мотивируя это чувством неудобства.
Отец Чихёка получает пост депутата городского собрания и приезжает с важными чинами на аэродром. Хан назначается сопровождающим. Когда японские конгрессмены идут по взлётной полосе, репортёр, до того беседовавший с Пак, выхватывает оружие и стреляет в них, убивая и отца Хана. Затем репортёр кричит «Да здравствует независимость Кореи!» и стреляется.
Пак Кёнвон и Хан Чихёк попадают под следствие, их жестоко пытают. Хан соглашается признать свою вину ради освобождения Пак, его казнят. Пак передают урну с пеплом. Пак пытается найти свою подругу И Чонхи, но ту, как вероятную сообщницу Хан Чихёка, отсылают из академии, её многолетнее рабство ради накопления средств на учёбу оказывается напрасным, и ей ничего не остаётся, как уехать на фабрику в Осаку чистить рыбу. Пак находит И, но та резко обвиняет Пак в смерти Кан Сеги и Хан Чихёка.
Пак получает возможность лететь в Маньчжурию через Корею, её поддерживает Масако. У самой Масако болезнь лёгких, и она не может летать на дальние дистанции, в Пак Масако видит свою несбывшуюся мечту.
Пак поднимается в воздух и достигает Атами, но внезапно собирается гроза, в самолёт попадает молния, и Пак врезается в гору.
Финальные кадры — небольшие фрагменты: И Чонхи, в слезах читающая книгу, лётный инструктор академии Татибана, Хан Чихёк, Пак в детстве, заворожённо глядящая на пролетающий в небе самолёт.

## Состав
- Чан Чинён — Пак Кёнвон
- Ким Чухёк — Хан Чихёк
- Ю Мин — Масако Кибэ
- Хан Чимин — И Чонхи
- Тору Накамура — Токуда, инструктор в «Татибана»
- Такэо Накахара — Сугихара, министр иностранных дел
- Ким Тэхён
- Ко Чоён — Пак Кёнвон в детстве
- Ким Кичхён

## Награды
- 2007 — Премия «Хрустальный симург» за лучший сценарий на 25-м международном кинофестивале «Фаджр»